# (5725) Nördlingen
(5725) Nördlingen es un asteroide perteneciente al cinturón de asteroides descubierto el 23 de enero de 1988 por Carolyn Shoemaker y por su esposo que también era astrónomo Eugene Shoemaker desde el Observatorio del Monte Palomar, Estados Unidos.

## Designación y nombre
Designado provisionalmente como 1988 BK2. Fue nombrado Nördlingen en homenaje a la ciudad medieval amurallada ubicada en el corazón de la cuenca del Ries, en medio de un cráter de impacto formado por un cometa o un planeta menor hace 15 millones de años. Nördlingen es la ciudad central del distrito Danubio-Ries de la región bávara de Suabia. Los primeros registros de esta ciudad se remontan a 750-800 d. C., y su posición en importantes rutas comerciales le permitió convertirse en una ciudad comercial y centro cultural. Su catedral de St. Georges es el edificio más grande jamás construido con suevita, la piedra local creada por el impacto.

## Características orbitales
Nördlingen está situado a una distancia media del Sol de 2,680 ua, pudiendo alejarse hasta 2,829 ua y acercarse hasta 2,531 ua. Su excentricidad es 0,055 y la inclinación orbital 22,54 grados. Emplea 1602,96 días en completar una órbita alrededor del Sol.

## Características físicas
La magnitud absoluta de Nördlingen es 12,9. Tiene 7,619 km de diámetro y su albedo se estima en 0,311. 